# U-Bahnhof Majdan Nesaleschnosti

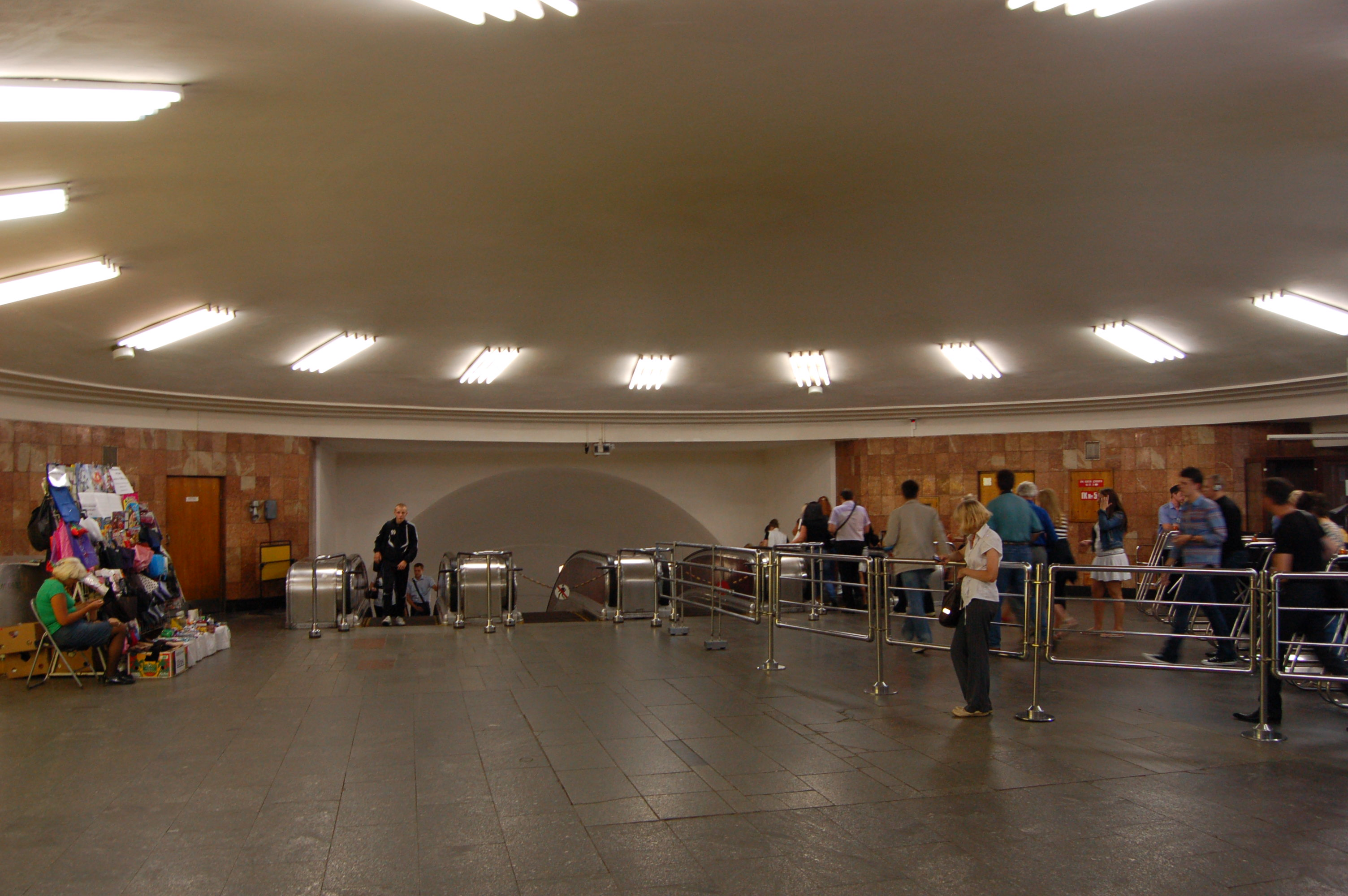
Zugang zu den Rolltreppen

Der U-Bahnhof Majdan Nesaleschnosti (ukrainisch Майдан Незалежності (станція метро) Maidan Nesaleschnosti (stanzija metro), ⓘ) ist ein U-Bahnhof der Metro Kiew am Majdan Nesaleschnosti, dem zentralen Platz der ukrainischen Hauptstadt Kiew.

## Daten
Der U-Bahnhof besteht aus einer zentralen Halle mit Säulengängen und einem Bahnsteig von 102 m Länge und 16 m Breite. Er ist täglich von 5.40 Uhr bis 0.14 Uhr geöffnet und wird zur Hauptverkehrszeit im 90-Sekunden-Takt von den Zügen angefahren.
Der Bahnhof liegt in 102 m Tiefe unter Grund an der U-Bahn-Linie 2 (Kureniwsko – Tscherwonoarmijska) zwischen den U-Bahnhöfen Postplatz (Poschtowa ploschtscha) und Lew-Tolstoi-Platz (Ploschtscha Lwa Tolstoho). Er hat ein Personenverkehrsaufkommen von täglich 39.600 (2011) Personen.

## Geschichte
Der Bahnhof wurde am 17. Dezember 1976 als U-Bahnhof „Kalininplatz“ eröffnet, kurz danach, mit Umbenennung des Platzes, in U-Bahnhof „Platz der Oktoberrevolution“ umbenannt und trägt seit 1991 seinen heutigen Namen. Vom 18. bis 24. Februar 2014 war der U-Bahnhof auf Grund der Unruhen des Euromaidan geschlossen.

## Anbindung
Am U-Bahnhof besteht eine Umsteigemöglichkeit zur U1 am U-Bahnhof Chreschtschatyk.